# Marlies Janssens
Marlies Janssens (Anderlecht, 4 juni 1997) is een Belgische volleybalster. Ze speelt als middenaanvalster.

## Levensloop
Janssens startte als twaalfjarige met volley bij Volleybalclub Dilbeek-Itterbeek en Volley Schepdaal. Ze volgde een jaar de volleybalschool aan de Topsportschool in Vilvoorde. In 2015 startte ze bij VC Oudegem, in 2017 stapte ze over naar Asterix Avo Beveren waar ze in 2018 mee in de finale stond en de Belgische Beker binnenhaalde en later dat jaar ook kampioen speelde. In 2019 vernieuwde het team de landstitel en werd het voor de dertiende maal kampioen.
In 2014 speelde ze met de Young Yellow Tigers mee op het Europees Kampioenschap U19. Ze debuteerde in 2017 bij de Belgische nationale ploeg. Ze speelde tijdens de World Grand Prix in Brazilië dat jaar. Met de Yellow Tigers speelde ze ook in 2017 en 2019 mee op het Europees Kampioenschap en was ze teamlid tijdens de FIVB Nations League vrouwen 2018 en FIVB Nations League vrouwen 2019.